# Funkcija gustine verovatnoće
U teoriji verovatnoće, funkcija gustine verovatnoće (engl. probability density function - PDF), ili gustina kontinuirane slučajne promenljive, funkcija je čija se vrednost u datom uzorku (ili tački) u prostoru uzoraka (skupu mogućih vrednosti koje slučajna promenljiva može da poprimi) može protumačiti kao relativna verovatnoća da će vrednost slučajne promenljive biti jednaka tom uzorku. Drugim rečima, dok je apsolutna verovatnoća da kontinuirana slučajna promenljiva poprimi bilo koju određenu vrednost jednaka 0 (pošto postoji neograničen skup mogućih vrednosti), vrednost funkcije dva različita uzorka mogu se koristiti za izvođenje zaključka, koliko je u svakom datom izvlačenju slučajne promenljive, verovatnije da je slučajna promenljiva jednaka jednom uzorku u odnosu na drugi uzorak.
U preciznijem smislu, PDF se koristi za određivanje verovatnoće da slučajna promenljiva padne u određeni raspon vrednosti, za razliku od poprimanja bilo koje specifične vrednosti. Ova verovatnoća je data integralom PDF-a promenljive u datom opsegu - drugim rečima, ona je data područjem pod funkcijom gustine, iznad horizontalne ose i između najniže i najviše vrednosti raspona. Funkcija gustine verovatnoće je svuda pozitivna, a njen integral nad celokupnim prostorom jednak je jedinici.
Izrazi „funkcija raspodele verovatnoće” i „funkcija verovatnoće” se takođe ponekad koriste za označavanje funkcije gustine verovatnoće. Međutim, ova upotreba nije standardna u oblastima verovatnoće i statistike. U drugim izvorima „funkcija raspodele verovatnoće” može se koristiti kada je raspodela verovatnoće definisana kao funkcija nad opštim setovima vrednosti, ili se može odnositi na funkciju kumulativne raspodele, ili može biti funkcija verovatnoće (PMF), pre nego gustina. Sama „funkcija gustine” takođe se koristi za funkciju verovatnoće što dovodi do dalje konfuzije. Generalno, PMF se koristi u kontekstu diskretnih slučajnih promenljivih (slučajne varijable koje poprimaju vrednosti na diskretnom skupu), dok se PDF koristi u kontekstu kontinuiranih slučajnih promenljivih.

## Primer
Pretpostavimo da data vrsta bakterija obično živi 4 do 6 sati. Kolika je verovatnoća da bakterija živi tačno 5 sati? Odgovor je 0%. Mnogo bakterija živi oko 5 sati, ali nema šanse da bilo koja bakterija umre nakon tačno u 5.0000000000 ... sati.
Umesto toga može se postaviti pitanje: Kolika je verovatnoća da bakterija umre između 5 sati i 5,01 sata? Pretpostavimo da je odgovor 0,02 (tj. 2%). Sledeće: Kolika je verovatnoća da bakterija umre između 5 i 5,001 sati? Odgovor bi trebao biti oko 0,002, jer je ovaj vremenski interval jedna desetina prethodnog. Verovatnoća da bakterija umre između 5 sati i 5,0001 sata bi trebalo da bude oko 0,0002, i tako dalje.
U ova tri primera, odnos (verovatnoća umiranja tokom intervala) / (trajanje intervala) je približno konstantan i jednak je 2 na sat (ili 2 sata−1). Na primer, postoji 0,02 verovatnoća da će umreti u 0,01-časovnom intervalu između 5 i 5,01 sata, i (0,02 verovatnoće / 0,01 sata) = 2 sata−1. Ova količina je 2 sata−1 i naziva se gustinom verovatnoće umiranja na oko 5 sati.
Stoga, kao odgovor na pitanje „Kolika je verovatnoća da bakterija umre za 5 sati?”, doslovno tačan, ali beskoristan odgovor je „0”, dok se bolji odgovor može napisati kao (2 sata−1) dt. Ovo je verovatnoća da bakterija umre unutar malog (infinitezimalnog) vremenskog perioda na oko 5 sati, gde je dt vreme trajanja tog prozora.
Na primer, verovatnoća da živi duže od 5 sati, ali kraće od (5 sati + 1 nanosekunda), je (2 sata−1)×(1 nanosekunda) ≃ 6×10−13 (koristeći jedinicu konverzije 3,6×1012 nanosekundi = 1 sat).
Postoji funkcija gustine verovatnoće f sa f(5 sati) = 2 sata-1. Integral od f u bilo kojem vremenskom prozoru (ne samo beskonačno mali prozori, već i veliki prozori) verovatnoća je da će bakterija umreti u tom prozoru.

## Apsolutno kontinuarna univarijantna raspodela
Funkcija gustine verovatnoće se najčešće asocira sa apsolutno neprekidnim univarijantnim distribucijama. Slučajna promenljiva {\displaystyle X} ima gustinu {\displaystyle f_{X}}, gde je {\displaystyle f_{X}} nenegativna Lebegova integrabilna funkcija, ako:
{\displaystyle \Pr[a\leq X\leq b]=\int _{a}^{b}f_{X}(x)\,dx.}
Stoga, ako je {\displaystyle F_{X}} kumulativna funkcija raspodele {\displaystyle X}, onda je:
{\displaystyle F_{X}(x)=\int _{-\infty }^{x}f_{X}(u)\,du,}
i (ako je {\displaystyle f_{X}} kontinuirano u {\displaystyle x})
{\displaystyle f_{X}(x)={\frac {d}{dx}}F_{X}(x).}
Intuitivno, može se smatrati da je {\displaystyle f_{X}(x)\,dx} verovatnoća da {\displaystyle X} padne unutar infinitezimalnog intervala {\displaystyle [x,x+dx]}.

## Formalna definicija
(Ova definicija se može proširiti na bilo koju raspodelu verovatnoće korišćenjem teorijsko-mertričke definicije verovatnoće.)
Slučajna promenljiva {\displaystyle X} sa vrednostima u merljivom prostoru {\displaystyle ({\mathcal {X}},{\mathcal {A}})} (obično {\displaystyle \mathbb {R} ^{n}} sa Borelovim skupovima kao merljivim podskupovima) ima kao raspospodelu verovatnoće meru X∗ na {\displaystyle ({\mathcal {X}},{\mathcal {A}})}: gustina {\displaystyle X} u osnosu na referentnu meru {\displaystyle \mu } na {\displaystyle ({\mathcal {X}},{\mathcal {A}})} je Radon-Nikodimov derivat:
{\displaystyle f={\frac {dX_{*}P}{d\mu }}.}
Drugim rečima, f je bilo koja merljiva funkcija sa svojstvom da je:
{\displaystyle \Pr[X\in A]=\int _{X^{-1}A}\,dP=\int _{A}f\,d\mu }
za bilo koji merljivi set {\displaystyle A\in {\mathcal {A}}.}

### Diskusija
U gore navedenom kontinuiranom univarijatnom slučaju, referentna je mera Lebega. Funkcija verovatnoće diskretne slučajne promenljive je gustina u odnosu na meru brojanja nad uzorkovanim prostorom (obično skupom celih brojeva, ili njegovom podskupu).
Nije moguće definisati gustinu referenciranjem na proizvoljnu meru (npr. ne može se odabrati mera brojanja kao referenca za kontinuiranu randomnu promenljivu). Štaviše, kada ona postoji, gustina je skoro svuda jedinstvena.

## Literatura
- Pierre Simon de Laplace (1812). Analytical Theory of Probability.
- Andrei Nikolajevich Kolmogorov (1950). Foundations of the Theory of Probability.
- Patrick Billingsley (1979). Probability and Measure. New York, Toronto, London: John Wiley and Sons. ISBN 0-471-00710-2.
- David Stirzaker (2003). Elementary Probability. ISBN 0-521-42028-8.
- A. Kolmogoroff (1933). Grundbegriffe der Wahrscheinlichkeitsrechnung. ISBN 978-3-642-49888-6. doi:10.1007/978-3-642-49888-6.
- Olav Kallenberg; Foundations of Modern Probability, (2nd изд.). 2002. ISBN 978-0-387-95313-7. Springer Series in Statistics. 650 pp.
- Tijms, Henk (2004). Understanding Probability. Cambridge University Press.
- Olav Kallenberg; Probabilistic Symmetries and Invariance Principles. 2005. ISBN 978-0-387-25115-8.. Springer -Verlag, New York 510 pp.
- Gut, Allan (2005). Probability: A Graduate Course. Springer-Verlag. ISBN 978-0-387-22833-4.
- Olofsson, Peter (2005). Probability, Statistics, and Stochastic Processes. ISBN 0-471-67969-0.. Wiley-Interscience. 504 pp .
- Bárány, Imre; Vu, Van (2007). „Central limit theorems for Gaussian polytopes”. Annals of Probability. Institute of Mathematical Statistics. 35 (4): 1593—1621. S2CID 9128253. arXiv:math/0610192 . doi:10.1214/009117906000000791.
- Bauer, Heinz (2001). Measure and Integration Theory. Berlin: de Gruyter. ISBN 3110167190.
- Billingsley, Patrick (1995). Probability and Measure (3rd изд.). John Wiley & Sons. ISBN 0-471-00710-2.
- Bradley, Richard (2007). Introduction to Strong Mixing Conditions (1st изд.). Heber City, UT: Kendrick Press. ISBN 978-0-9740427-9-4.
- Bradley, Richard (2005). „Basic Properties of Strong Mixing Conditions. A Survey and Some Open Questions”. Probability Surveys. 2: 107—144. Bibcode:2005math.....11078B. S2CID 8395267. arXiv:math/0511078 . doi:10.1214/154957805100000104.
- Dinov, Ivo; Christou, Nicolas; Sanchez, Juana (2008). „Central Limit Theorem: New SOCR Applet and Demonstration Activity”. Journal of Statistics Education. ASA. 16 (2): 1—15. PMC 3152447 . PMID 21833159. doi:10.1080/10691898.2008.11889560.
- Durrett, Richard (2004). Probability: theory and examples (3rd изд.). Cambridge University Press. ISBN 0521765390.
- Gaposhkin, V. F. (1966). „Lacunary series and independent functions”. Russian Mathematical Surveys. 21 (6): 1—82. Bibcode:1966RuMaS..21....1G. doi:10.1070/RM1966v021n06ABEH001196..
- Klartag, Bo'az (2007). „A central limit theorem for convex sets”. Inventiones Mathematicae. 168 (1): 91—131. Bibcode:2007InMat.168...91K. S2CID 119169773. arXiv:math/0605014 . doi:10.1007/s00222-006-0028-8.
- Klartag, Bo'az (2008). „A Berry–Esseen type inequality for convex bodies with an unconditional basis”. Probability Theory and Related Fields. 145 (1–2): 1—33. S2CID 10163322. arXiv:0705.0832 . doi:10.1007/s00440-008-0158-6.
- Grimmett, G. R.; Stirzaker, D. R. (1992). Probability and Random Processes, 2nd Edition. Clarendon Press, Oxford. ISBN 0-19-853665-8.
- Martin Jacobsen (1992). Videregående Sandsynlighedsregning (Advanced Probability Theory) 3rd Edition. HCØ-tryk, Copenhagen. ISBN 87-91180-71-6.
- Loève, Michel (1977). Probability theory 1 (4th изд.). Springer Verlag.
- Newey, Whitney K.; McFadden, Daniel (1994). Large sample estimation and hypothesis testing. Handbook of econometrics, vol. IV, Ch. 36. Elsevier Science. стр. 2111—2245.
- Ross, Sheldon (2009). A first course in probability (8th изд.). Prentice Hall press. ISBN 978-0-13-603313-4.
- Sen, P. K; Singer, J. M. (1993). Large sample methods in statistics. Chapman & Hall, Inc. ISBN 978-0-412-04221-8.
- Seneta, Eugene (2013), „A Tricentenary history of the Law of Large Numbers”, Bernoulli, 19 (4): 1088—1121, arXiv:1309.6488 , doi:10.3150/12-BEJSP12
- Lang, Serge (1969). Analysis II: Real analysis. Addison-Wesley.. Contains a proof for vector measures assuming values in a Banach space.
- Royden, H. L.; Fitzpatrick, P. M. (2010). Real Analysis (4th изд.). Pearson.. Contains a lucid proof in case the measure ν is not σ-finite.
- Shilov, G. E.; Gurevich, B. L. (1978). Integral, Measure, and Derivative: A Unified Approach. Richard A. Silverman, trans. Dover Publications. ISBN 0-486-63519-8.
- Stein, Elias M.; Shakarchi, Rami (2005). Real analysis: measure theory, integration, and Hilbert spaces. Princeton lectures in analysis. Princeton, N.J: Princeton University Press. ISBN 978-0-691-11386-9. Contains a proof of the generalisation.
- Teschl, Gerald. „Topics in Real and Functional Analysis”. (lecture notes).

## Spoljašnje veze
- Ushakov, N.G. (2001). „Density of a probability distribution”.  Ур.: Hazewinkel Michiel. Encyclopaedia of Mathematics. Springer.  978-1556080104.
- Weisstein, Eric W. „Funkcija gustine verovatnoće”. MathWorld.